# Gigantocelularni tumor
Gigantocelularni tumor je tumor kojeg karakteriziraju multinuklearne divovske stanice koje podsjećaju na osteoklaste.
Tumor zahvaća kost, najčešće gornji kraj bedrene kosti, gornji kraj goljenične kosti, nadlaktičnu kost, donji dio palčane kosti. 
Ovaj tip tumora čini oko 4-5% svih primarnih tumora kosti.
Tumor se u većini slučajeva ponaša kao dobroćudni tumor, iako je lokalno vrlo agresivan. U manjem postotku tumor može biti i vrlo zloćudan. Ponekad se događa (5-10% slučajeva) da dobroćudni oblik tumor pređe u izrazito zloćudan. Dogodi se i da dobroćudni tumor metastazira u pluća ili neki drugi organ (znak zloćudnosti) i svejedno ne utječe na duljinu života.

## Simptomi i dijagnoza
Od simptoma bolesnici se najčešće žale na bol, a kod nekih nema simptoma do nastanka patoloških fraktura. Rtg-snimkom vidljive su karakteristične promjene oštrih granice bez sklerotičnih žarišta - "mjehurići poput sapunice". 

## Liječenje
Ovisno o prirodi tumora (zloćudan ili dobroćudan) rade se različiti mjere liječenja. Dobroćudne lezije liječe se manjim kiruršikim zahvatom i radioterapijom, dok je kod zloćudne bolesti terapija puno radikalnija.
Kod neodgovrajućeg odstranjenja česti su lokalni recidivi (ponovno pojavljivanje) bolesti. 
|  | Molimo pročitajte upozorenje o korištenju medicinskih informacija. Ne provodite liječenje bez savjetovanja s liječnikom! |